# 怒りのガンマン/銀山の大虐殺
『怒りのガンマン/銀山の大虐殺』（伊: Il grande duello、英: The Grand Duel）は、1972年製作の西ドイツ・イタリア・フランス合作による映画。主演はリー・ヴァン・クリーフ。監督は、セルジオ・レオーネの弟子で後継者と言われたジャンカルロ・サンティが務めた。
人気が低迷し迷走していたマカロニ・ウェスタンの終末期に登場した、正統派のマカロニ・ウエスタン作品として知られる。別の邦題に『ガンファイター』がある。

## キャスト
- クレイトン：リー・ヴァン・クリーフ（吹替：坂口芳貞）- 元保安官
- フィリップ：ピーター・オブライエン
- ビッグホース：ジェス・ハーン（英語版）
- デビッド・サクソン：ホルスト・フランク（ドイツ語版）
- エリ・サクソン：マルク・マッツァ（フランス語版）
- アダム・サクソン：クラウス・グリュンベルグ（ドイツ語版）
- ヘッド：アントニオ・カサール

※日本語吹替：初回放送1978年6月24日 日本テレビ『土曜映画劇場』